# Starosillea, Horodnea
Starosillea (în ucraineană Старосілля) este un sat în comuna Andriivka din raionul Horodnea, regiunea Cernihiv, Ucraina.

## Demografie
Componența lingvistică a localității Starosillea
     Ucraineană (97,3%)
     Rusă (2,7%)
Conform recensământului din 2001, majoritatea populației localității Starosillea era vorbitoare de ucraineană (97,3%), existând în minoritate și vorbitori de rusă (2,7%).